# Gli ultimi saranno ultimi (film)
Gli ultimi saranno ultimi è un film drammatico italiano del 2015 diretto da Massimiliano Bruno, che ha come protagonista Paola Cortellesi.
Il film è basato sull'omonima pièce teatrale del 2005 scritta da Massimiliano Bruno e interpretata dalla stessa Cortellesi. Il titolo del film è tratto da una frase del singolo Quelli che benpensano, del rapper italiano Frankie hi-nrg mc.
Al cinema ha incassato in totale 2 453 000 euro.

## Trama
In un paese del Lazio, Anguillara, la gentile Luciana lavora in una fabbrica tessile, è sposata con Stefano, provetto meccanico disoccupato perché non vuole lavorare come dipendente presso altri e dunque si limita a fare piccoli scambi commerciali strampalati per arrotondare.
Luciana è una donna serena, vive una vita semplice ma piena, ha una storia familiare particolare ma è benvoluta da tutti in paese e presso la fabbrica in cui lavora. Desidera tanto un figlio da Stefano. La vita paesana è segnata dalla solita routine, ma anche dalle battute e dalle frecciatine con gli amici.
Benché la coppia viva in un paese di campagna, si verifica una strana interferenza radio in quanto sono state impiantate delle antenne radiofoniche proprio alle porte del borgo e le numerose radiazioni elettromagnetiche hanno fatto sì che ogni oggetto metallico domestico riproduca le trasmissioni di una radio cattolica.
Nel paese arriva il timido Antonio Zanzotto, poliziotto trasferito dal Veneto in seguito a un incidente con un suo giovane collega. Ciò gli attira la diffidenza dei colleghi ma lui trova rifugio solo nella madre che viene per un periodo a visitarlo.
Quando Luciana rimane incinta di Stefano, tutto si complica perché non le viene rinnovato il contratto – dopo che una sua collega aveva informato il direttore della sua gravidanza – e Stefano non lavora da mesi.
Intanto Antonio medita di scappare dal paese poiché continuamente vessato dai colleghi per essersi invaghito di Manuela, una donna transgender che lavora come parrucchiera e come cubista nei fine settimana. Antonio ne è attratto perché è stata l'unica persona gentile con lui da quando si trova lì; egli però ingenuamente ignora che Manuela sia trans e, quando lo scopre, reagisce male e tronca ogni rapporto, dimostrando di nutrire transfobia.
Luciana, ormai disoccupata, cerca in vari modi di guadagnare qualche soldo, per esempio facendo la cameriera per un catering gestito dalla sua più cara amica Rossana. Ma i pasticci di Stefano che si caccia sempre più nei guai con i suoi "affari", la fanno sprofondare sempre più verso l'impotenza e la disperazione.
Durante la festa in stile medievale del paese e nell'imminenza del parto, Luciana scopre che Stefano, dopo una lite con lei, è andato a trovare a casa una giovane donna: la donna si sente tradita e in più apprende subito dopo dal suo ex-capo che non ci sono speranze che possa essere riassunta dalla ditta dove lavorava, che anzi è in crisi e programma altri licenziamenti.
Presa dalla rabbia raggiunge a piedi gli uffici della fabbrica, decisa a riottenere il suo lavoro con la forza: prima fa un ultimo tentativo di convincere l'ex datore di lavoro con il ragionamento ma poi, respinta e presa da una più acuta disperazione, sottrae la pistola a uno dei due vigilantes della fabbrica in un momento di distrazione. Dopodiché spara in aria e poi minaccia con la pistola stessa due impiegati e il direttore che l'aveva licenziata. In quel momento, però, le si rompono le acque. Il poliziotto Antonio che, passando di lì per caso, ha riconosciuto il colpo di pistola, irrompe e spara a Luciana, ferendola a un seno. Subito dopo, di fronte ai colleghi accorsi, consegna l'arma e il cinturone al suo superiore e si allontana. È stata chiamata un'ambulanza, il cui personale medica Luciana e la assiste durante il parto. Accanto a lei c'è Stefano che era andato a cercarla: in quel momento nasce Mario.
Stefano, per il bene della famiglia, si decide a trovarsi un posto come meccanico cosicché le cose infine si sistemano.

## Produzione

### Riprese
Le riprese del film, iniziate il 18 maggio 2015 e concluse il 19 luglio dello stesso anno, si sono svolte interamente nel Lazio, in particolare a Nepi, in provincia di Viterbo, nel comune di Ronciglione e sul lago di Martignano.

## Promozione
(Frase pronunciata da Luciana, nonché tagline del film)
Il trailer del film è uscito in anteprima sul sito dell'ANSA. Il film viene distribuito nelle sale cinematografiche il 12 novembre 2015.

## Accoglienza
Il film, già durante la sua anteprima mondiale ai David di Donatello 2016 e ai Nastri d'argento, ha ricevuto il plauso della critica. Il Cinema Locatelli ne ha scritto a proposito: "Gli ultimi saranno ultimi è la rigida applicazione narrativa dello schema manicheo nel quale il popolo (i poveri, gli sfruttati, gli umiliati e offesi, gli ultimi, i diseredati, i proletari, i sottoproletari) ha sempre ragione, essendo di sua natura, di massima bontà e immacolata innocenza, mentre ad aver torto marcio sono invariabilmente i ricchi, malvagi irrimediabili."

## Riconoscimenti
- 2016 - David di Donatello[10]
  - Candidatura per la migliore attrice protagonista a Paola Cortellesi
  - Candidatura per il migliore attore non protagonista a Fabrizio Bentivoglio
  - Candidatura per il Premio David Giovani a Massimiliano Bruno
- 2016 - Nastro d'argento
  - Candidatura per la migliore attrice protagonista a Paola Cortellesi
  - Candidatura per il migliore attore non protagonista a Fabrizio Bentivoglio
- 2016 - Ciak d'oro
  - Candidatura per il miglior attore non protagonista a Fabrizio Bentivoglio[11]